# Wertheim
Wertheim é uma cidade da Alemanha, no distrito de Main-Tauber, na região administrativa de Estugarda, estado de Baden-Württemberg.

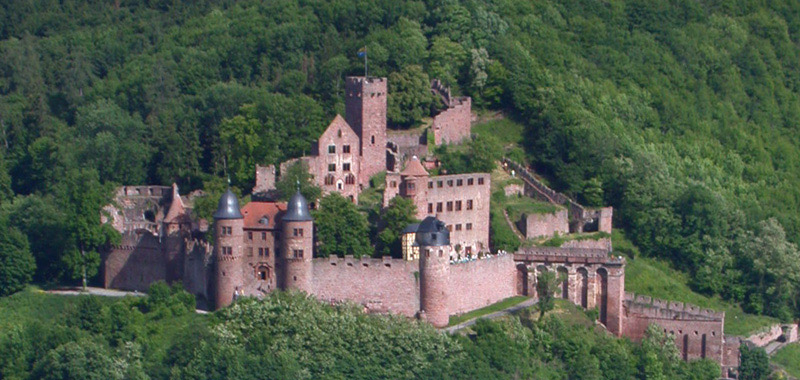
Castelo de Wertheim